# Quartier Saint-Germain-l’Auxerrois
Das Quartier Saint-Germain-l’Auxerrois ist das 1. der 80 Quartiers (Stadtviertel) von Paris im 1. Arrondissement.

Die Stadtviertel im 1. Arrondissement

## Lage
Das Quartier Saint-Germain-l’Auxerrois liegt zentral in der Mitte der Hauptstadt.
Das Gebiet ist folgendermaßen begrenzt (im Uhrzeigersinn):
- Westen: Pont de la Concorde, Place de la Concorde
- Norden: Rue de Rivoli bis zum Place du Châtelet
- Osten: Place du Châtelet, Pont au Change, Boulevard du Palais, Pont Saint-Michel
- Süden: Quai des Grands Augustins, Quai de Conti, Quai Malaquais, Quai Voltaire, Quai Anatole France, dann am Seineufer entlang bis zur Pont de la Concorde

Das Gebiet des Viertels umfasst 86,9 Ha. Der Hauptteil des Quartier wird vom Louvre und dem Jardin des Tuileries eingenommen. Auf der Île de la Cité beansprucht der Palais de Justice den größten Platz. Das erklärt die geringe Wohnbebauung: im Westen der Insel um den Place Dauphine und in dem Quadrat von Rue de Rivoli – Place du Chatelet – Quai de la Mégisserie – Rue des Bourdonnais.

## Demographie
Die Entwicklung der Besiedlung des Quartier zwischen 1954 und 1999:
| Jahr (nat. Volkszählung) | Bevölkerung | Bevölkerungsdichte (Einw./km²) | Veränderung zur letzten Erhebung |
| ------------------------ | ----------- | ------------------------------ | -------------------------------- |
| 1954                     | 3.985       | 4.575                          |                                  |
| 1962                     | 3.908       | 4.487                          |                                  |
| 1968                     | 3.101       | 3.560                          |                                  |
| 1975                     | 2.405       | 2.761                          |                                  |
| 1982                     | 2.100       | 2.411                          |                                  |
| 1990                     | 1.951       | 2.240                          | −7,1 %                           |
| 1999                     | 1.672       | 1.920                          | −14,3 %                          |

## Besondere Anlagen

### Grünanlagen
- Jardin des Tuileries.
- Square du Vert-Galant.

### Kirche
- Église Saint-Germain-l’Auxerrois de Paris

### Museen und Ausstellungen
- Galerie nationale du Jeu de Paume
- Musée de l’Orangerie
- Louvre
- Musée des Arts décoratifs

### Theater
- Théâtre du Châtelet

### Weitere Sehenswürdigkeiten
- Palais de la Cité (Conciergerie und Sainte-Chapelle)
- Palais de Justice, erbaut auf dem ehemaligen Gelände des Palais de la Cité
- Bürgermeisterei des 1. Arrondissement
- Das alte Kaufhaus La Samaritaine
- Quai de la Mégisserie, bekannt für Zoogeschäfte und Gartencenter
- Pont Neuf